# Jacana cua de faisà
La jacana de cua de faisà (Hydrophasianus chirurgus) és un ocell aquàtic de la família dels jacànids (Jacanidae) adaptat, com la resta de les espècies de la família, a caminar per sobre de la vegetació flotant. És l'únic membre del gènere Hydrophasianus.

## Hàbitat i distribució
Viu en aiguamolls i pantans amb vegetació emergent o flotant, al Pakistan i l'Índia, incloent les zones altes properes a l'Himàlaia, sud de la Xina, Hainan, Taiwan, sud-est asiàtic, Sri Lanka i les illes Filipines.